# カレーの市民

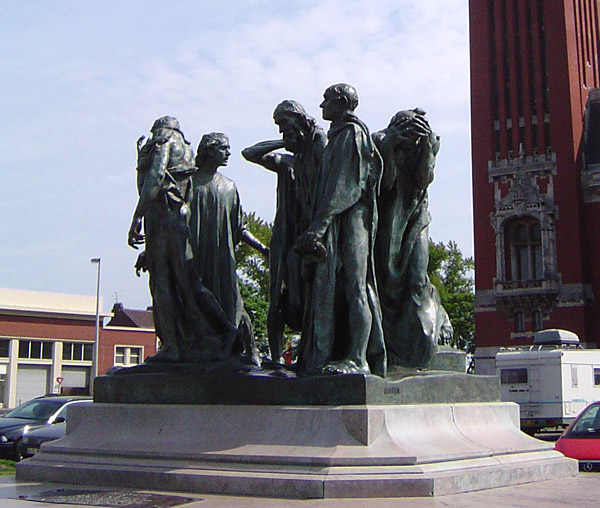
ロダンのカレーの市民、カレー、フランス

カレーの市民（カレーのしみん、仏: Les Bourgeois de Calais）は、オーギュスト・ロダン作の著名な彫刻のひとつで、1888年に完成した。
「カレーの市民」は、百年戦争時の1347年、イギリス海峡におけるフランス側の重要な港カレーが、一年以上にわたってイギリス軍に包囲されていた際（カレー包囲戦）の出来事に基づいて作られている。

## カレーの6人の市民
イングランド王のエドワード3世は、クレシーの戦いで勝利を収めた後カレーを包囲、フランスのフィリップ6世は、なんとしても持ちこたえるようにカレー市に指令した。しかしフィリップ王は包囲を解くことができず、飢餓のためカレー市は降伏交渉を余儀なくされた。エドワード王は、市の主要メンバー6人が自分の元へ出頭すれば市の人々は救うと持ちかけたが、それは6人の処刑を意味していた。エドワード王は6人が、裸に近い格好で首に縄を巻き、城門の鍵を持って歩いてくるよう要求したのである。
カレー市の裕福な指導者のうちの一人、ウスタシュ・ド・サン・ピエール（Eustache de Saint Pierre）が最初に志願し、すぐに5人の市民、ジャン・デール（Jean d'Aire）、ジャック・ド・ヴィッサン（Jacques de Wissant）、ピエール・ド・ヴィッサン（Pierre de Wissant）、ジャン・ド・フィエンヌ（Jean de Fiennes）、アンドリュー・ダンドル（Andrieu d'Andres）が後に続いた。
彼らはズボンまで脱いだのである。
サン･ピエールを先頭に、やせ衰えた6人は城門へと歩いた。
まさにこの、敗北、英雄的自己犠牲、死に直面した恐怖の交錯する瞬間をロダンは捉え、強調し、迫力ある群像を作り出したのである。

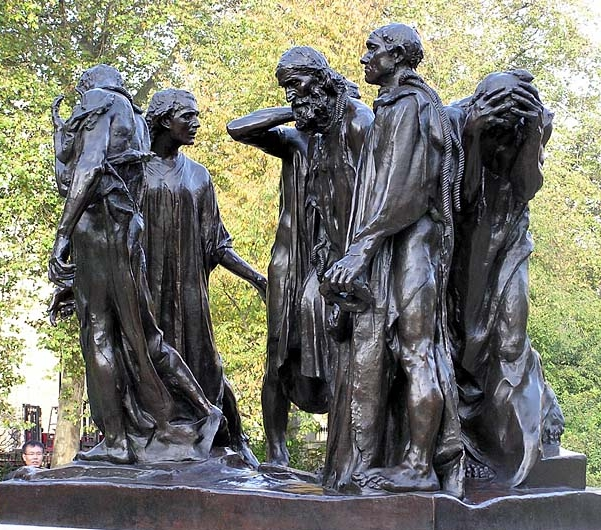
ロンドンのヴィクトリア･タワー･ガーデンのカレーの市民。フランスの法の元、ロダンの死後この作品は12点しか鋳造されなかった。ロンドンのものは、1911年に英政府がそのうちの1点を購入したものである。

歴史的には、処刑が予測された6人の命は、エドワード王妃フィリッパ・オブ・エノーの嘆願により助命された。
彼女は、生まれてくる子どもに殺戮は悪い前兆となると言って夫を説き伏せたのである。

## 『カレーの市民』の制作と展示
この作品は1880年、カレー市長により町の広場への設置が提案された。通常なら戦勝記念のモニュメントだけが建設されるが、フランスは普仏戦争の敗北で破壊的被害を受けており、若者の犠牲を表彰することが切望されていた。しかしロダンの作品は論争を生じた。市民を英雄的表現ではなく、むしろ陰気で疲れきった姿として描き出したからである。
ロダンの意図では、このモニュメントは鑑賞者と同じ地面の高さに展示することとされていた。これは、彫刻作品を伝統的な高い台座の上ではなく地面に直接置いたという点で革新的であったが、ロダン死後の1924年までカレー市議会はロダンの意図に反して、像を高い台座上に設置し続けた。
世界各地にある『カレーの市民』は、場所によって、人物像を1つずつ展示してある場合と、台座の上でひとまとまりの群像になっている場合とがある。
台座の上に載っている場合もあれば、地面の高さに展示してある場合もあり、少なくとも1つはわずかに沈み込んで、台座の上面が地面と同じ高さになっている。
オリジナルの鋳型から作られる像のエディション数は12となっており、すべてのエディションが1995年までに鋳造され各地の施設や美術館に納められた。エディションの1番目は現在もカレー市庁舎前にある。その他のエディションは以下の場所に展示されている（カッコ内は鋳造された年）。
1. – カレー市庁舎（1895年、北緯50度57分08.5秒 東経1度51分12.3秒 / 北緯50.952361度 東経1.853417度）
2. – コペンハーゲンのニイ・カールスベルグ・グリプトテク美術館（1903年）
3. – ベルギー・マリーモン（Mariemont）の王立マリーモン博物館（1905年）
4. – ロンドン、ウェストミンスター宮殿のヴィクトリア・タワー・ガーデン（1908年鋳造、1915年ロンドンに設置）
5. – フィラデルフィアのロダン美術館（1925年鋳造、1929年設置）
6. – パリのロダン美術館（1926年鋳造、1955年に美術館に寄付）
7. – バーゼルのバーゼル市立美術館[2]（1943年鋳造、1948年設置）
8. – ワシントンD.C.のスミソニアン博物館のハーシュホーン博物館と彫刻の庭（1943年鋳造、1966年設置）
9. – 東京の国立西洋美術館（1953年鋳造、1959年設置）
10. – カリフォルニア州パサデナのノートン・サイモン美術館（1968年）
11. – ニューヨークのメトロポリタン美術館（1985年鋳造、1989年設置）
12. – ソウルのサムスン芸術文化財団ロダン・ギャラリー（1995年）

これはエディションの最後の12番目のキャストになる。このギャラリーは「地獄の門」の7番目のキャストも所蔵している（8番目は存在しない)。
松方幸次郎は『カレーの市民』の所蔵を希望し、ロダン美術館に鋳造を依頼した。1919年から1921年の間に鋳造されたが、このエディションは1920年代にアメリカのコレクターに売却された。補填のための鋳造が行われたが、フランスに蔵置されている間に第二次世界大戦が勃発し、ドイツ政府によりケルンに送られ、戦後パリのロダン美術館に戻された。日本政府はフランス政府に没収された松方コレクションの返還交渉を行うが、ロダン美術館はドイツから戻ってきた『カレーの市民』をそのまま美術館に残すことを強く主張した。結局このエディションはロダン美術館のものとなり、ロダン美術館は代わりに日本の国立西洋美術館に寄付するためのエディションを1953年に鋳造し、1959年に東京に設置されている。
その他、完成作の前に作られた試作や習作は以下の場所にもある。
- エルサレムのイスラエル美術館
- 静岡県立美術館
- キャンベラのオーストラリア国立美術館の彫刻庭園
- スタンフォード大学のアイリス&B.ジェラルド・カンター視覚芸術センター（Iris & B. Gerald Cantor Center for Visual Arts）：ロダンの他の作品と並んで、この作品の小さな習作数点も所有している。スタンフォード大学における本作のインスタレーション（展示方法）は6つの人物像は距離を置いて配置され、各像は若干地面に沈んでおり、観覧者は6人の像の間を歩いたり様々な角度から見たりすることができる。この美術館はこれがロダンの望んだ展示方法であると述べている[4]。
- ニューヨークのブルックリン美術館
- アムステルダムのゴッホ美術館：人物の群像ではなく、展示室では床面に6人の人物の中のたった1人だけを展示している。
- アイオワ大学法学部

## ギャラリー

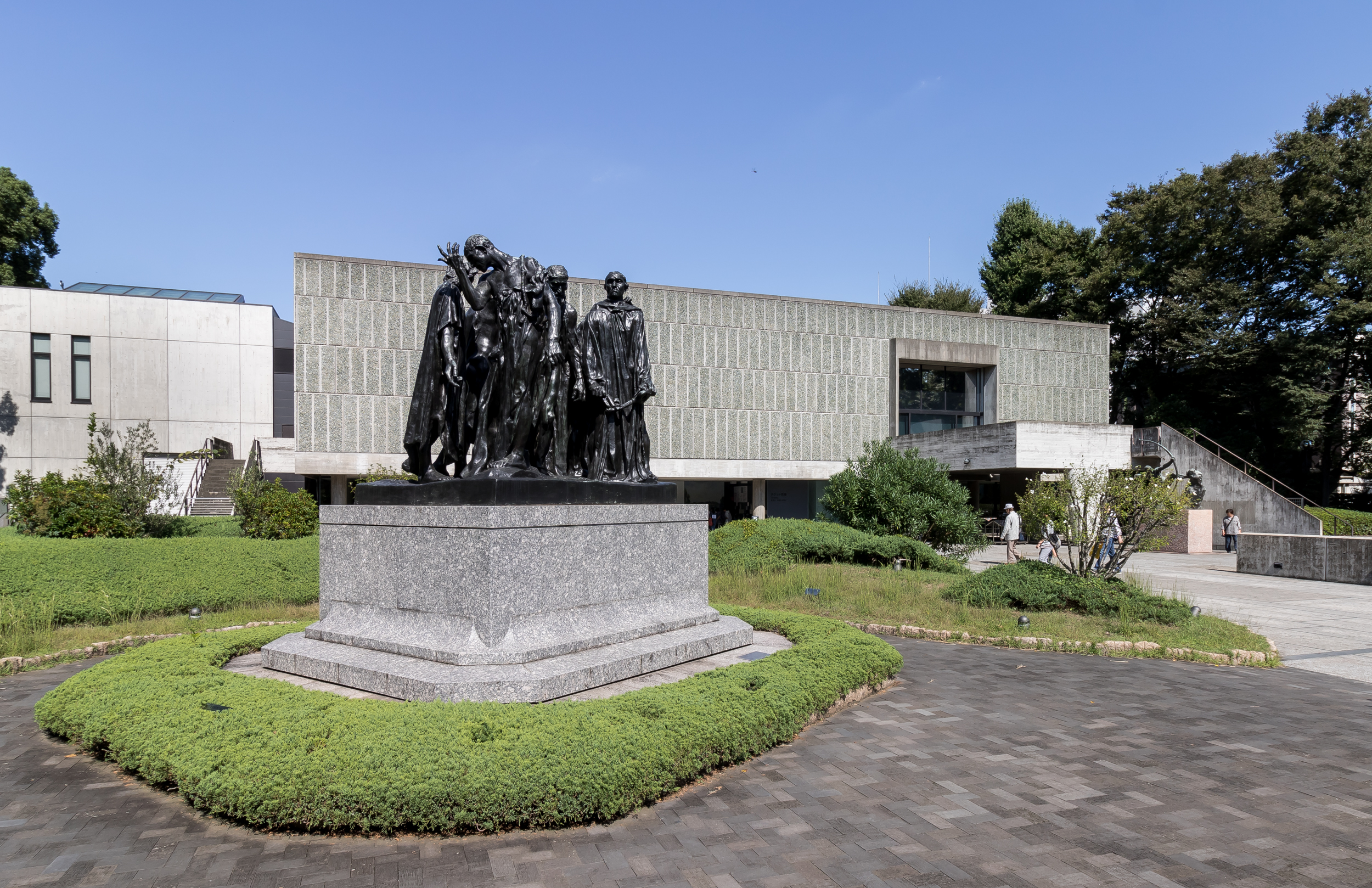
国立西洋美術館（日本）前庭
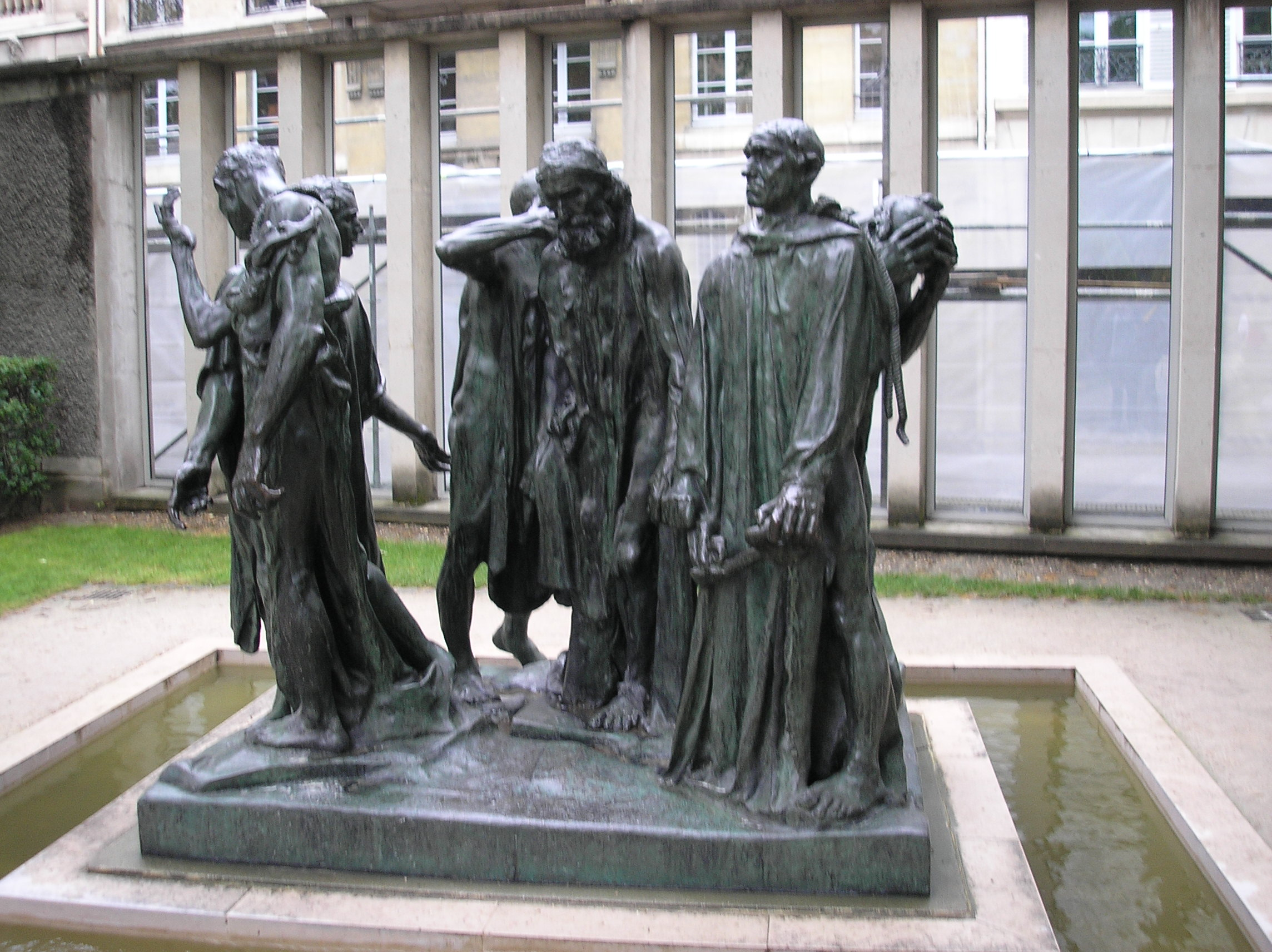
ロダン美術館
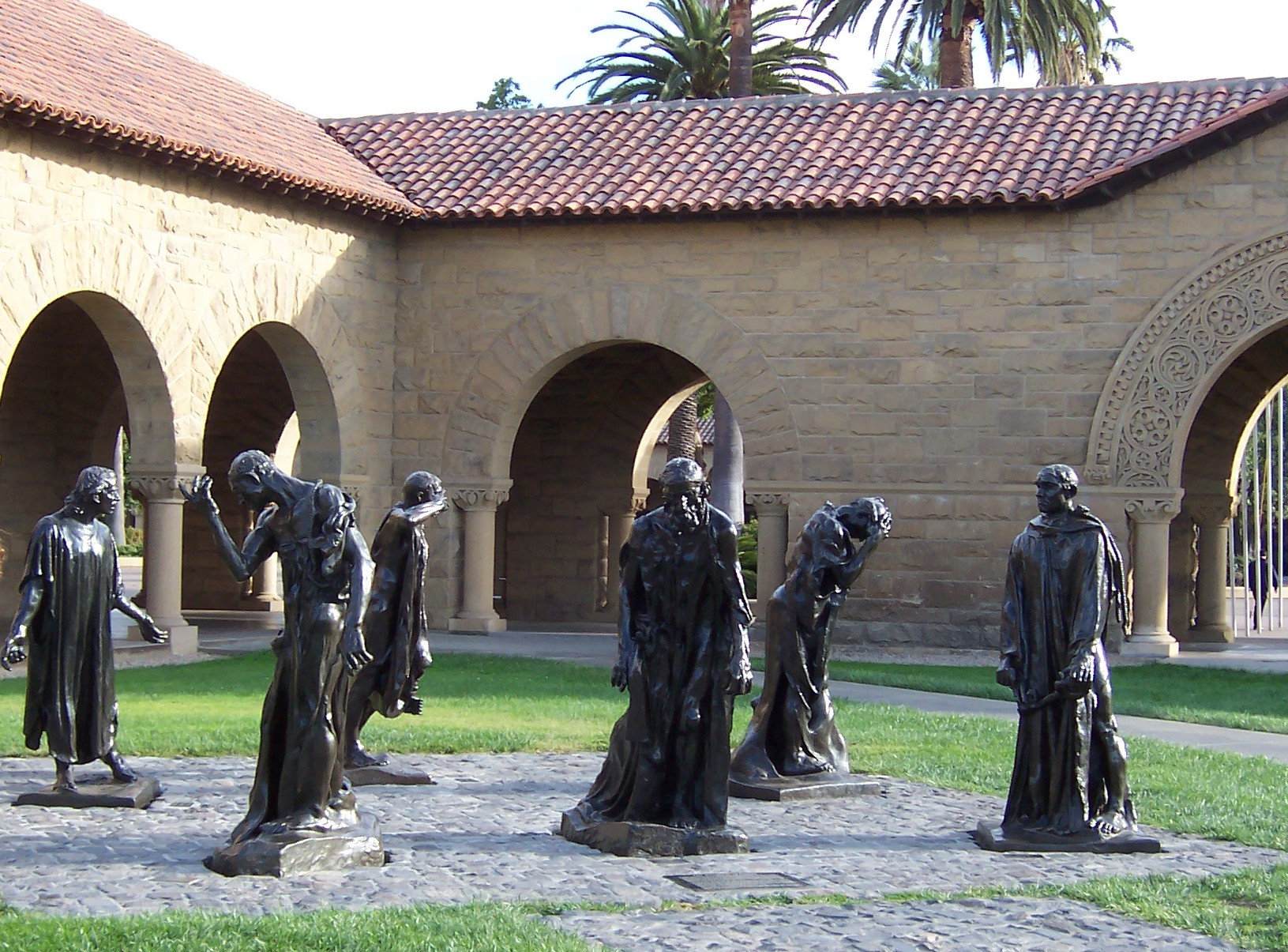
スタンフォード大学
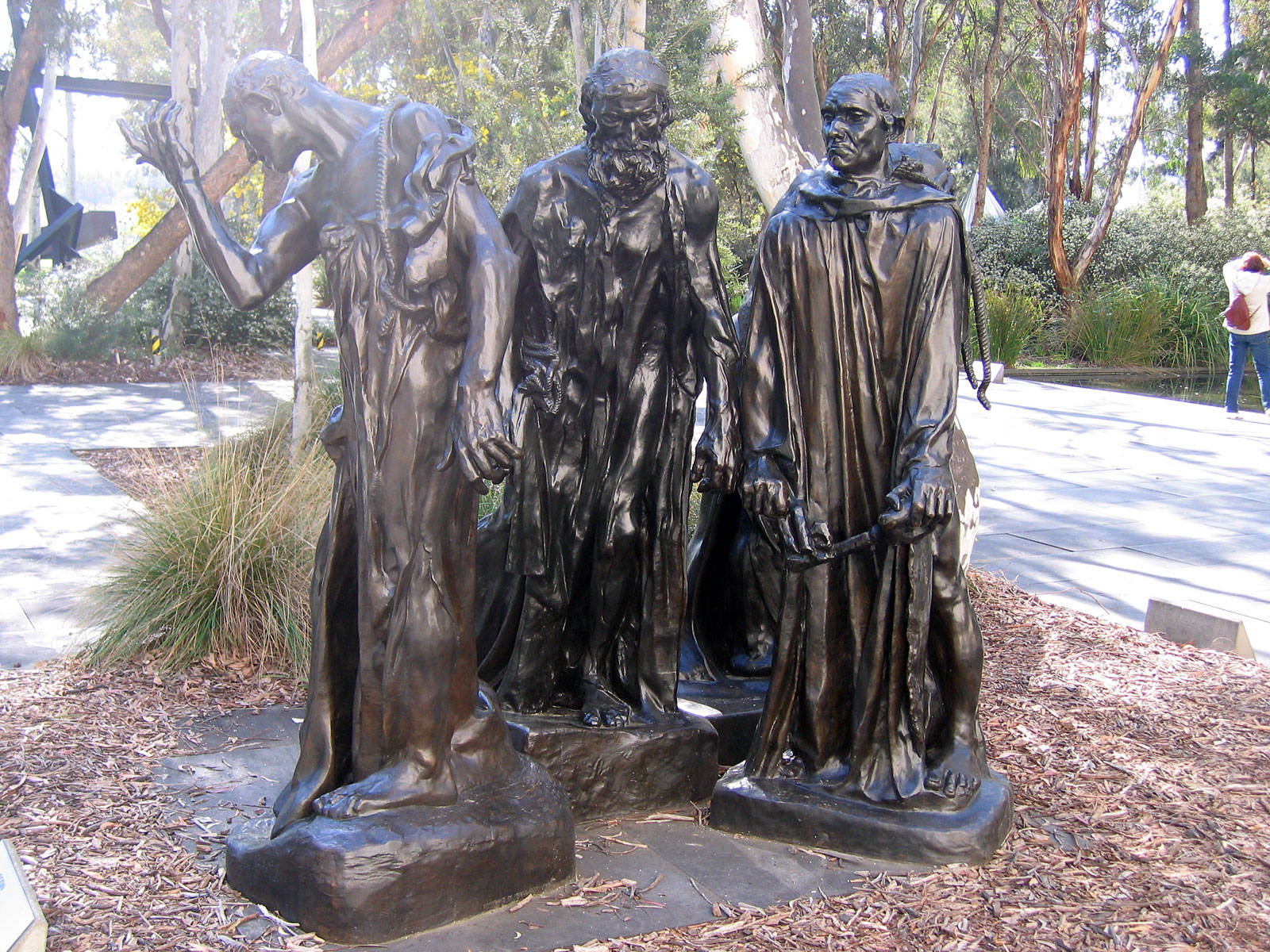
オーストラリア国立美術館
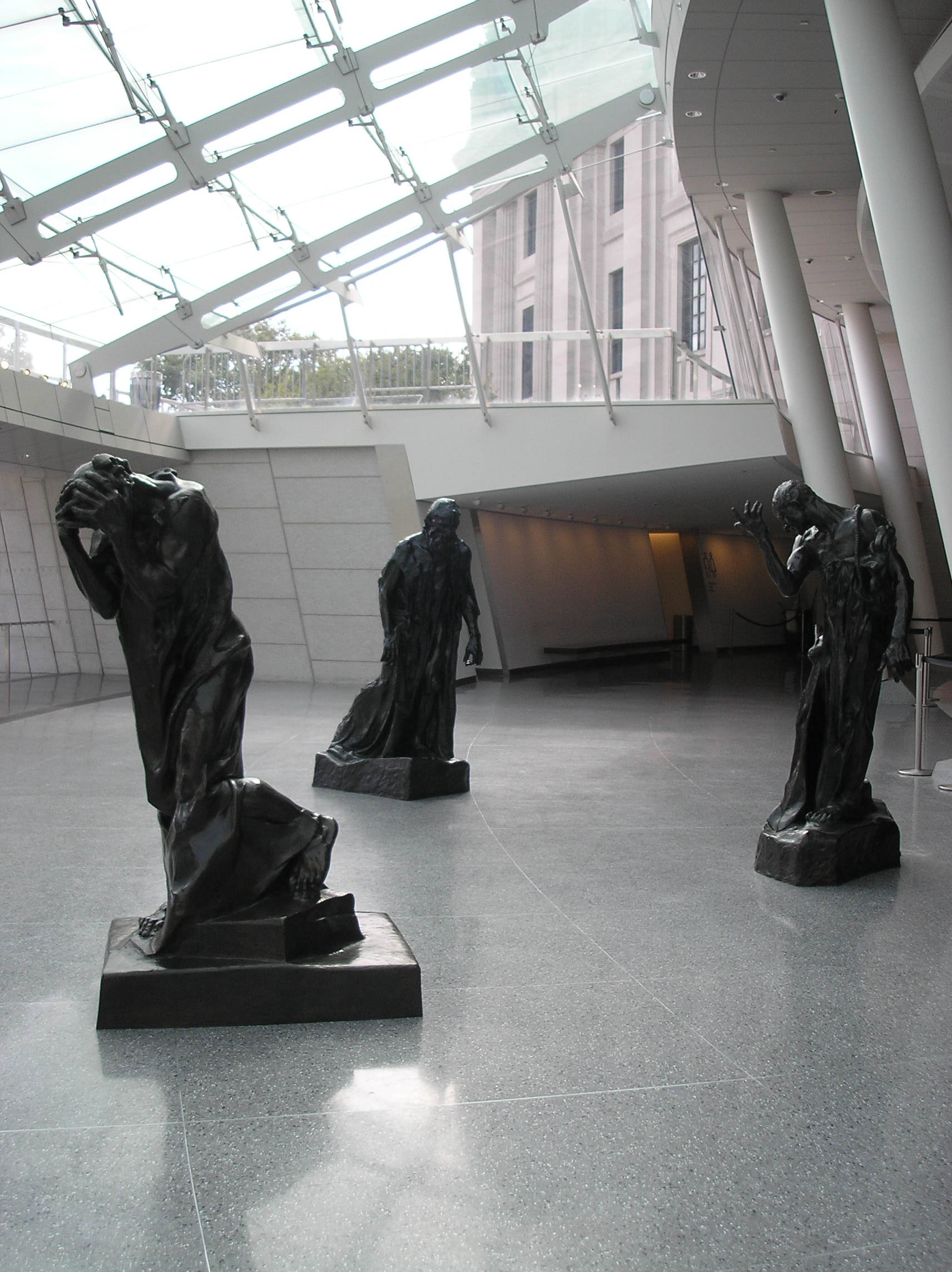
ブルックリン美術館、ニューヨーク
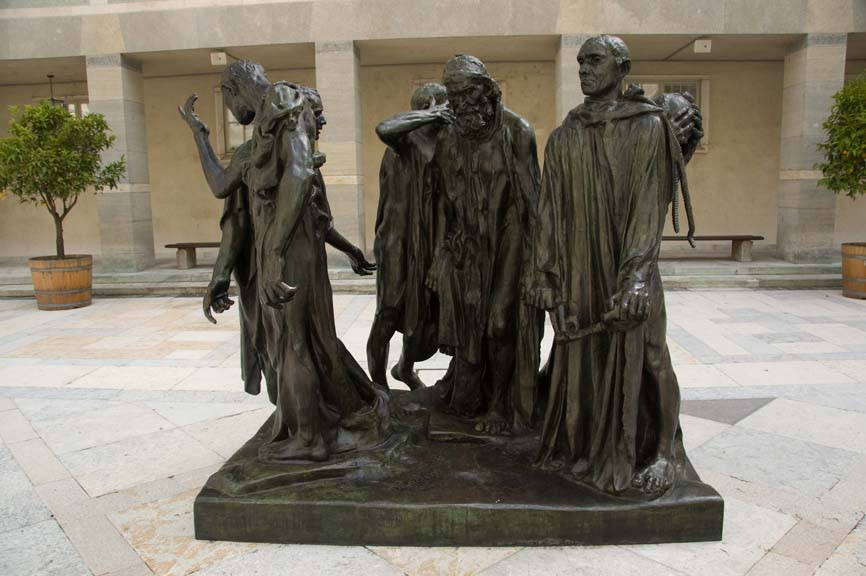
バーゼル市立美術館
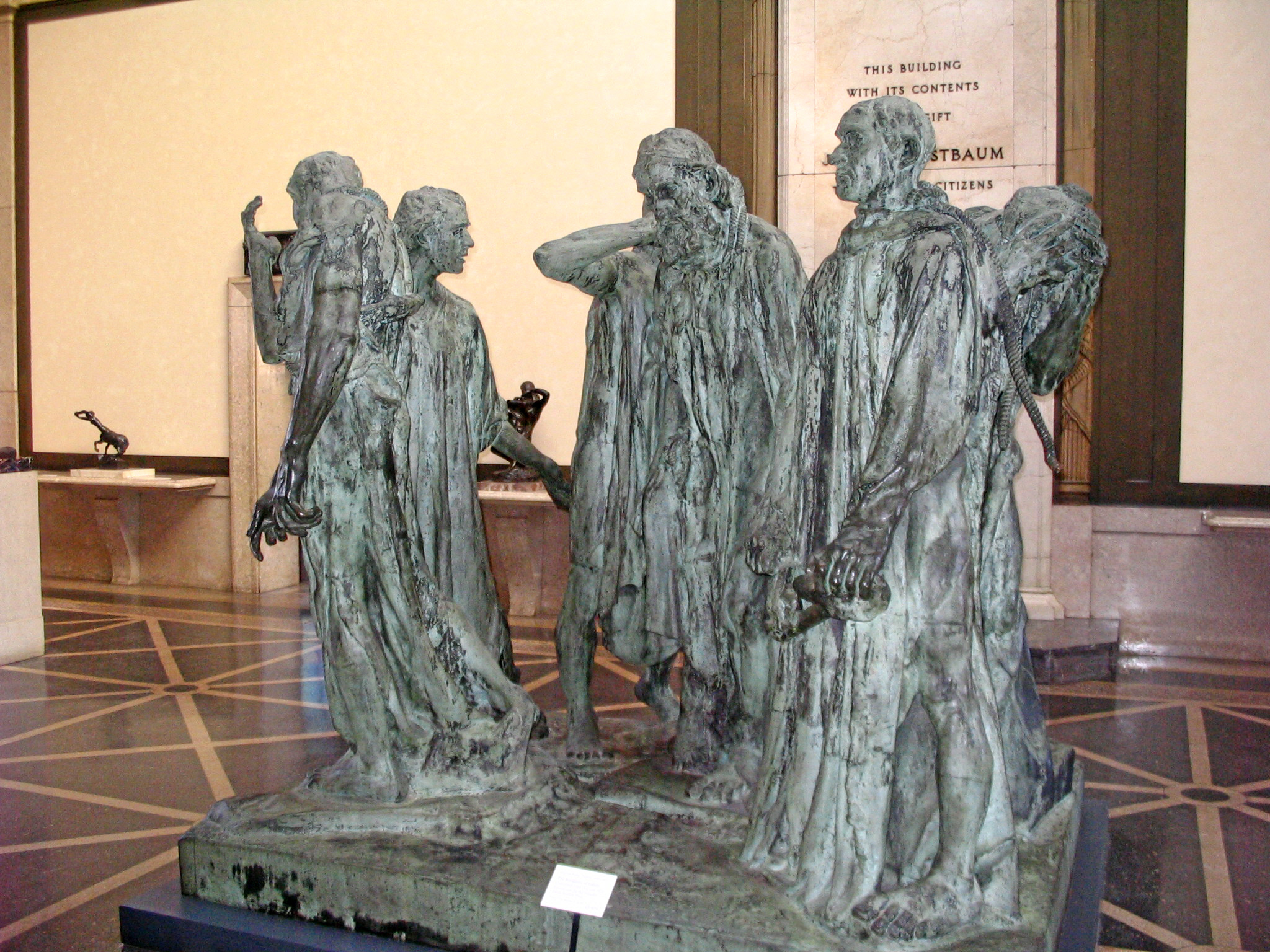
フィラデルフィアのロダン美術館